# Forbes Glacier (glaciär i Antarktis, lat -67,63, long 62,35)
Forbes Glacier är en glaciär i Antarktis. Den ligger i Östantarktis. Australien gör anspråk på området. Forbes Glacier ligger 45 meter över havet.
Terrängen runt Forbes Glacier är kuperad åt sydväst, men åt nordost är den platt. Havet är nära Forbes Glacier åt nordost.  Trakten är obefolkad. Det finns inga samhällen i närheten. 